# 曹文衡
曹文衡（1586年—1637年），字鏡玉，號薇垣，河南南陽府唐縣人，明朝政治人物。

## 生平
萬曆四十三年（1615年）乙卯科河南鄉試舉人，四十四年（1616年）聯捷丙辰科進士。兵部觀政，本年丁憂。四十七年授大理寺評事，次年升大理寺左司副，天啓元年（1621年）升任戶部貴州司員外郎，二年升戶部四川司郎中，授奉政大夫，本年升東昌府知府，四年調兗州府知府，授中宪大夫，升山東按察司副使、兵備兖東，天啟五年（1625年）以卓异纪录，十二月加升山東布政使司右參政，六年（1626年）十一月升陝西按察使，七年（1627年）正月改山東按察使，四月升山東右布政使，崇禎元年（1628年）二月改江西右布政使，三月復任山東右布政使，九月任都察院右副都御史、巡撫應天，四年（1631年）升兵部右侍郎，七月任薊遼總督，五年（1632年）十月上疏乞歸。十年（1637年）四月十一日因憂各地民變事揮劍自盡。

## 著作
有《漢書評》、《小史論》、《撫吳疏草》等。

## 佚事
《棗林雜俎》載曹文衡被削職歸鄉，掌摑知縣臉面，被杖二十下獄之事。

## 家族
曾祖曹欽；祖父曹倫，贈都察院右副都御史；父曹三俊，靈壽縣知縣，贈都察院右副都御史。長子曹鳳禎、次子曹鳳翀、三子曹鳳惠、四子曹鳳圖、六子曹鳳璽、七子曹鳳鳴，五子改姓魯。